# Millbury (Massachusetts)
Millbury ist eine Kleinstadt in Massachusetts, USA. Sie liegt im  Worcester County, innerhalb des Tals des Blackstone River. Gemäß der US-Volkszählung von 2020 betrug die Einwohnerzahl 13.831.
Zur offiziellen Gründung als Town am 11. Juni 1813 bestand die Siedlung bereits als nördliche Gemeinde (second bzw. North Parish) von Sutton seit knapp 100 Jahren.
Die Bahnstrecke Boston–Worcester verläuft durch den äußersten Nordosten des Ortsgebiets. In das Zentrum von Millbury führte von 1846 bis 1976 die Zweigstrecke Millbury Junction–Millbury, deren Ende unmittelbar nördlich der Canal Street lag.
Millbury ist mit drei Gebäuden im National Register of Historic Places vertreten:

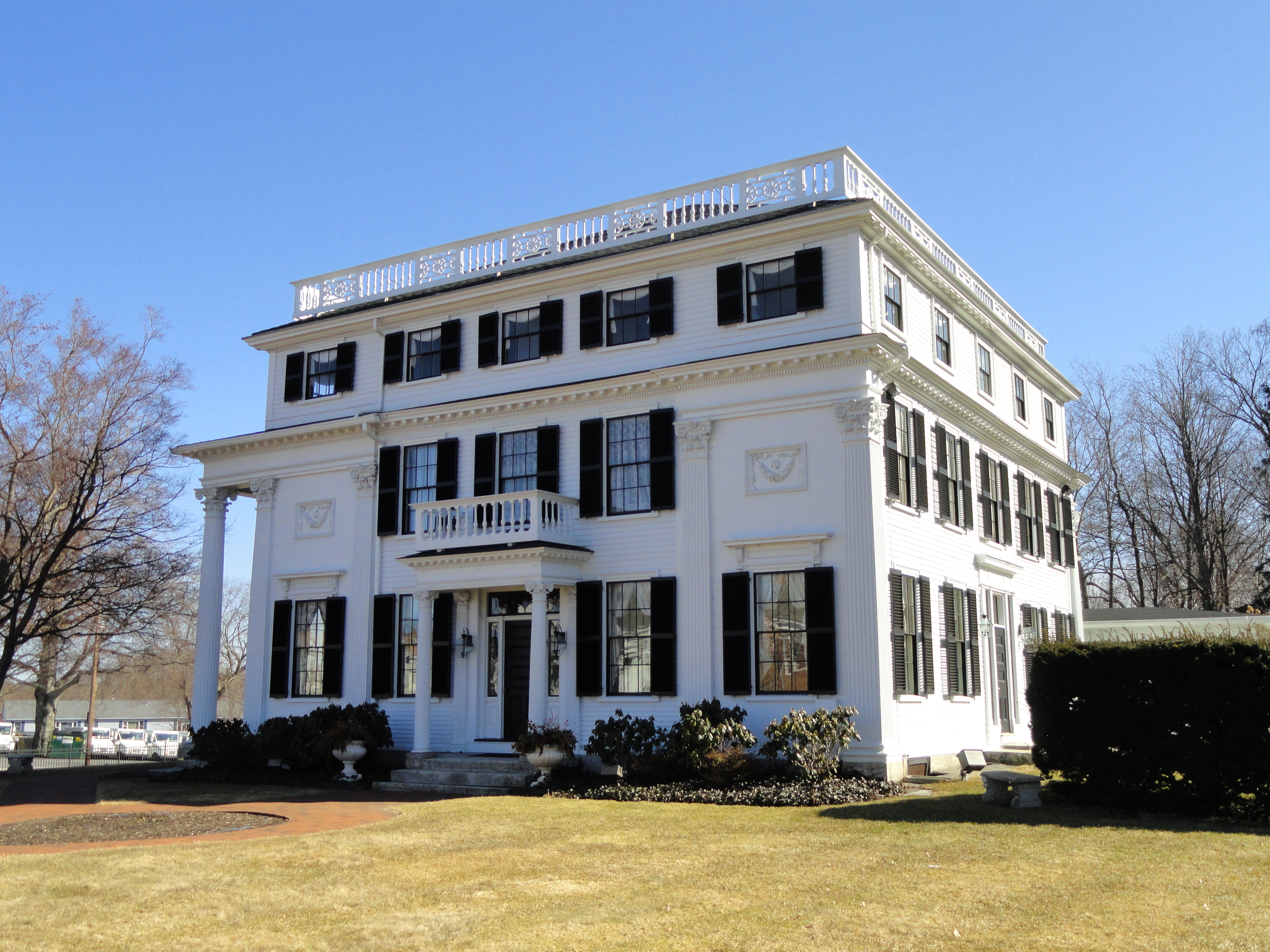
Asa Waters Mansion (1978)
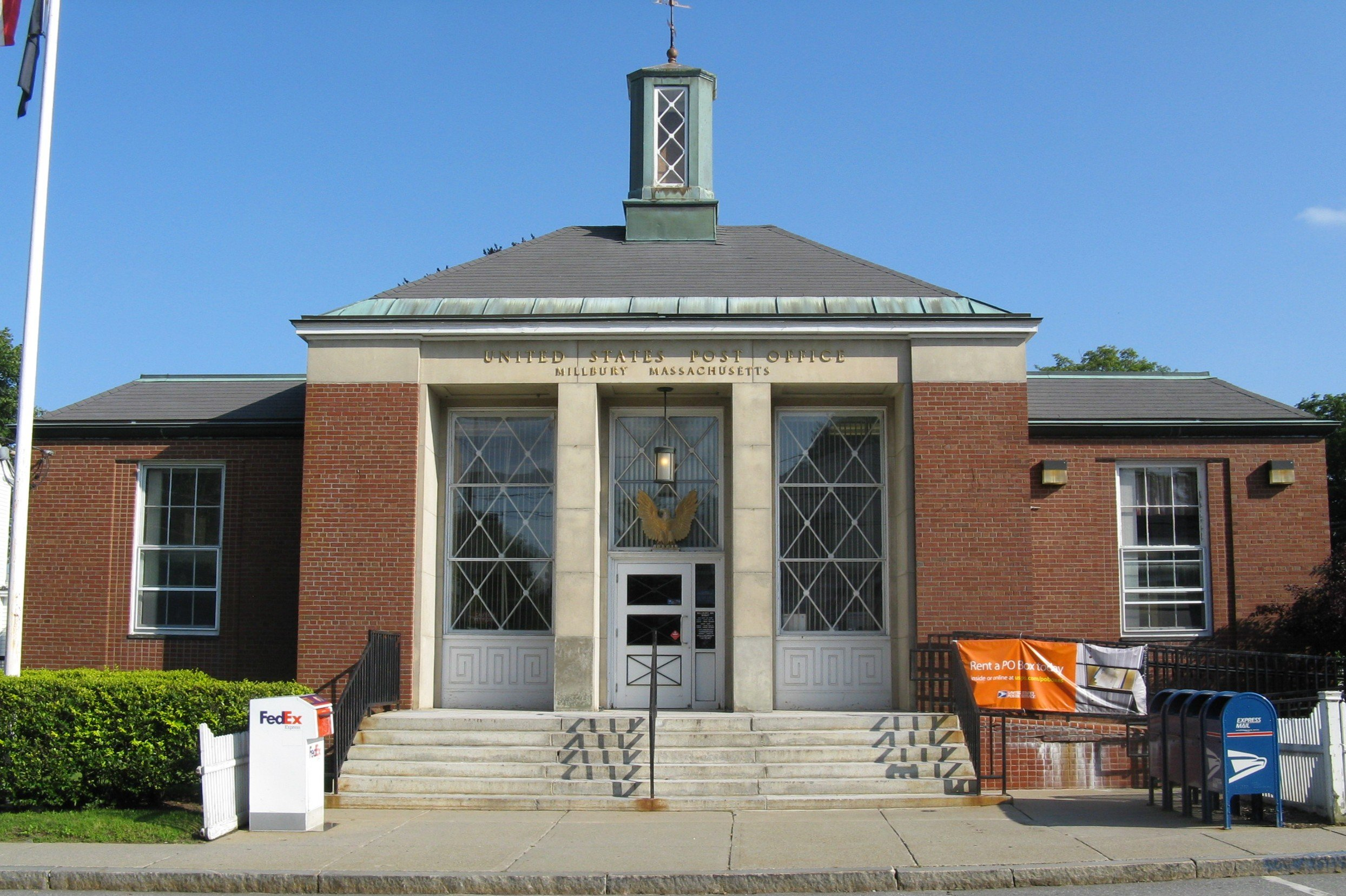
U.S. Post Office Millbury Main (1987)
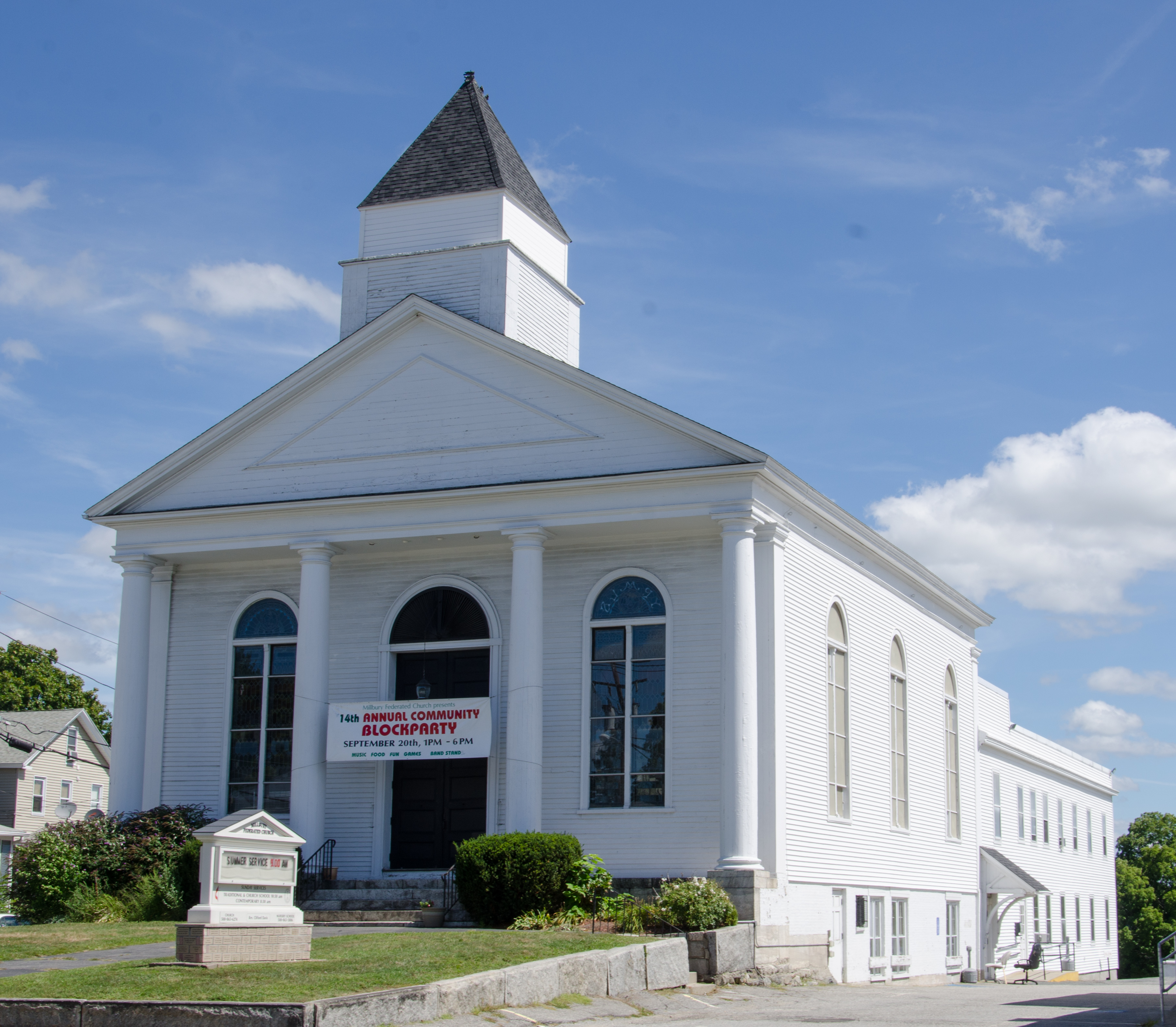
First Presbyterian Society Meeting House (2010)